# Мърей Шийзгал
Мърей Шийзгал (на английски: Murray Schisgal) е американски драматург и сценарист.

## Биография и творчество
Награди
- Наградата на Националното общество на филмовите критици на САЩ за най-добър сценарист;
- Награда „Тони“ за „Любов със „Ф“

Номинации: Оскар за най-добър оригинален сценарий за „Тутси“, 1982 г.;

## Произведения
Пиеси
- „Любов със „Ф“,
- „Джими Шайн“,
- „Ле Регард“

Книги
- „Машинописци“,
- „Тигър“